# Tzajalucum (södra Chilón kommun)
Tzajalucum är en ort i Mexiko.   Den ligger i kommunen Chilón och delstaten Chiapas, i den sydöstra delen av landet, 800 km öster om huvudstaden Mexico City. Tzajalucum ligger 1 147 meter över havet och antalet invånare är 101.
Terrängen runt Tzajalucum är huvudsakligen kuperad, men söderut är den bergig. Terrängen runt Tzajalucum sluttar norrut. Runt Tzajalucum är det ganska glesbefolkat, med 43 invånare per kvadratkilometer. Närmaste större samhälle är Jol Hic'Batil, 7,1 km norr om Tzajalucum. I omgivningarna runt Tzajalucum växer i huvudsak städsegrön lövskog.